# Jüdischer Friedhof (Hürth)
Der ehemalige Hürther Jüdische Friedhof lag auf dem Streufenberg im jetzt so genannten Ortsteil Alt-Hürth der heutigen Stadt Hürth im Rhein-Erft-Kreis, Nordrhein-Westfalen.
Der jüdische Friedhof lag an der ehemaligen Berrenrather Straße, heute Marienbornweg, und ersetzte einen kleinen Vorgängerfriedhof, der an derselben Straße und Gemarkung, nur näher zum Ortsausgang lag. Zur Belegung dieses älteren Friedhofs ist nichts bekannt. Das Grundstück des sehr kleinen Friedhofes wurde später, 1922, an die RWE verkauft, die dort direkt an der Straße Werkswohnungen errichteten. Das Gelände hinter diesen Häusern – dort lag vermutlich dieser Friedhof – blieb vorerst Gartengelände. Von der ursprünglichen Ausstattung sind keine Grabsteine (Mazewot) erhalten, aber das Gelände ist noch vorhanden. Das neue größere Grundstück hatte der reiche Hürther Kaufmann Cosmann Brünell 1878 erworben, der dies wie auch das Grundstück für die Synagoge, etwa 1882 der Kultusgemeinde bereitstellte. Der Friedhof wurde von 1886 bis 1931 mit 35 Bestattungen belegt.
Nach Auflösung der Synagogengemeinde Hürth (1937) und der Reichspogromnacht 1938 wurde das Friedhofsgelände von der Roddergrube für deren anstehenden Braunkohle-Abbau gekauft. Die verbliebenen Hürther Juden mussten im Frühsommer 1940 die Grabstellen exhumieren (etwa elf Personen, inklusiv Alte und Kinder, wohnten noch im Ortsteil (Alt-)Hürth). Die Überreste sollten auf den jüdischen Friedhof Bocklemünd umgebettet werden. Über den Verbleib ist dort aber nichts dokumentiert. Auch von den Grabsteinen (Mazewot) ist nichts mehr vorhanden. Der Braunkohleabbau im Feld Theresia/Gotteshülfe kam aber erst 1965 wieder in Gang.
→ Abschnitt zur Gemeindegeschichte bei Alt-Hürth